# Liscia (fleuve)
Pour les articles homonymes, voir Liscia (homonymie).
Le Liscia est un petit fleuve côtier du département Corse-du-Sud de l'ouest de la région Corse qui se jette dans la mer Méditerranée.

## Géographie
D'une longueur de 12,9 kilomètres, le Liscia prend sa source sur la commune de Sari-d'Orcino à l'altitude 1 150 mètres, à 200 mètres à l'ouest du Punta Sant' Eliseo (1 271 m). Dans la partie haute, pour Géoportail, il s'appelle aussi le ruisseau de l'Agnellu.
Il coule globalement de l'est vers l'ouest.
Il rejoint la Mer Méditerranée, dans la baie de la Liscia, elle-même dans le golfe de Sagone, sur la commune de Calcatoggio, à l'altitude 0 mètre, au nord de la plage du Stagnone.

### Communes et cantons traversés
Dans le seul département de la Corse-du-Sud, le Liscia traverse les quatre communes suivantes, dans le sens amont vers aval, de Sari-d'Orcino (source), Cannelle, Sant'Andréa-d'Orcino, Calcatoggio (confluence).
Soit en termes de cantons, le Liscia prend source traverse et a son embouchure dans le même canton de Cruzini-Cinarca, dans l'arrondissement d'Ajaccio.

### Bassin versant
Le Liscia traverse une seule zone hydrographique « Côtiers du ruisseau de Lava au Liamone » (Y821) de 103 km2 de superficie. Ce bassin versant est constitué à 82,69 % de « forêts et milieux semi-naturels », à 15,12 % de « territoires agricoles », à 2,18 % de « territoires artificialisés ». 

### Organisme gestionnaire
L'organisme gestionnaire est le Comité de bassin de Corse, depuis la loi corse du 22 janvier 2002.

## Affluents
Le Liscia a six affluents référencés :
- le ruisseau de Pratalina (rg), à la limite des deux communes de Cannelle et Sant'Andréa-d'Orcino.
- le ruisseau de Piandove (rg), sur la seule commune de Sant'Andréa-d'Orcino.
- ----- le ruisseau de Pianella (rd), sur les deux communes de Sari-d'Orcino et Cannelle; il s'appelle plus haut le Fiume Rossu, pour Géoportail[4]; il a cinq affluents  :
  - ----- le ruisseau de Villana (rd) sur les communes de Sant'Andréa-d'Orcino, Cannelle et Casaglione s'appelant aussi en partie haute ruisseau de Sorbellu, pour Géoportail[4], avec un affluent :
    - ----- le ruisseau de Calivella (rd) sur la seule commune de Casaglione.

  - ----- le ruisseau de l'Ondella (rd) sur la seule commune de Sari-d'Orcino avec un affluent :
    - ----- le ruisseau de Cagna (rd) sur les deux communes de Sari-d'Orcino et Casaglione.

  - le ruisseau de Fiurellu (rg) sur la seule commune de Sari-d'Orcino et prenant source à 200 mètres à l'ouest du Punta San Damiano (994 m).
  - le ruisseau de Ruli (rg) sur la seule commune de Sari-d'Orcino et prenant source à 200 mètres au nord-ouest du Punta San Damiano (994 m).
  - ----- le ruisseau de Toia (rd) sur la seule commune de Sari-d'Orcino et prenant source entre les deux Punta di a Vita (866 m) et Punta a Scopa ou Punta di Locu Verde (867 m).
- ----- le ruisseau de Carbonaja (rd), sur les deux communes de Sant'Andréa-d'Orcino et Casaglione.
- le ruisseau u Mulinellu (rg), sur la seule commune de Calcatoggio, s'appelant aussi en partie haute, pour Géoportail, le ruisseau de Pruneta et prenant source au Punta di Montalbi (809 m) avec deux affluents :
  - le ruisseau de Fiuminele (rg) sur la seule commune de Calcatoggio.
  - le ruisseau d'Aghialza (rg) sur la seule commune de Calcatoggio avec un affluent :
    - le ruisseau de Lucu (rg) sur la seule commune de Calcatoggio.
- ----- le ruisseau de Traja (rd), sur les trois communes de Calcatoggio, Sant'Andréa-d'Orcino et Casaglione.

### Rang de Strahler
Le rang de Strahler est donc de quatre.

## Aménagements et écologie
Il traverse le Pont de Mucchitina à 382 mètres d'altitude, le Pont de Furcina à 58 mètres d'altitude et le Pont de la Liscia à 7 mètres d'altitude à moins de 500 mètres de la Mer Méditerranée.